# Chorinaeus nagatomii
Chorinaeus nagatomii là một loài tò vò trong họ Ichneumonidae.